# Polycera chilluna
Polycera chilluna är en snäckart som beskrevs av Er. Marcus 1961. Polycera chilluna ingår i släktet Polycera och familjen Polyceridae. Inga underarter finns listade i Catalogue of Life.